# Ambikapur
Ambikapur là một thị trấn thống kê (census town) của quận Surguja thuộc bang Chhattisgarh, Ấn Độ.

## Địa lý
Ambikapur có vị trí 23°07′B 83°12′Đ / 23,12°B 83,2°Đ Nó có độ cao trung bình là 603 mét (1978 feet).

## Nhân khẩu
Theo điều tra dân số năm 2001 của Ấn Độ, Ambikapur có dân số 65.999 người. Phái nam chiếm 53% tổng số dân và phái nữ chiếm 47%. Ambikapur có tỷ lệ 76% biết đọc biết viết, cao hơn tỷ lệ trung bình toàn quốc là 59,5%: tỷ lệ cho phái nam là 81%, và tỷ lệ cho phái nữ là 70%. Tại Ambikapur, 13% dân số nhỏ hơn 6 tuổi.